# Anton Lanner
Anton Lanner (* 28. Dezember 1882 in Sankt Peter-Freienstein, Steiermark; † 9. November 1924 in Peggau, Steiermark) war ein österreichischer Politiker. Er gehörte keiner politischen Partei an.

## Leben
Nach dem Besuch der Pflichtschulen in St. Peter-Freienstein und Graz besuchte Anton Lanner eine Landwirtschaftsschule bei Admont. 1903 übernahm er als Landwirt den Hof seiner Eltern. Als Autor von landwirtschaftlichen und politischen Artikeln in Fachzeitschriften machte sich Lanner bereits früh einen Namen.
Seine kurze politische Karriere begann 1920, als er für wenige Monate, bis 1921, zum Vizebürgermeister von Sankt Peter-Freienstein gewählt wurde. Im selben Zeitraum war Lanner auch stellvertretender Obmann des steirischen Bauernbundes. Im November 1920 zog er als fraktionsloser Abgeordneter in den Nationalrat ein, dem er bis November 1923 angehörte. Danach wurde er als Mitglied des Bundesrats vereidigt.
Anton Lanner kam im November 1924, im Alter von 42 Jahren, bei einem Verkehrsunfall in Peggau ums Leben.
Seit dem Jahr 1930 trägt die Anton-Lanner-Gasse (⊙) in Weiz den Namen des Politikers.